# Pseudostichopus
Pseudostichopus is een geslacht van zeekomkommers uit de familie Synallactidae.

## Soorten
- Pseudostichopus aemulatus Solis-Marin & Billett, 2004
- Pseudostichopus echinatus Thandar, 1992
- Pseudostichopus elegans (Koehler & Vaney, 1905)
- Pseudostichopus hyalegerus (Sluiter, 1901)
- Pseudostichopus langeae Thandar, 2009
- Pseudostichopus mollis Théel, 1886
- Pseudostichopus occultatus Von Marenzeller, 1893
- Pseudostichopus papillatus (D'yakonov, 1949)
- Pseudostichopus peripatus (Sluiter, 1901)
- Pseudostichopus profundi D'yakonov, 1949
- Pseudostichopus spiculiferus (O'Loughlin, 2002)
- Pseudostichopus tuberosus O'Loughlin & Ahearn, 2005

Niet geaccepteerde namen:
- Pseudostichopus atlanticus, geaccepteerd als Molpadiodemas atlanticus
- Pseudostichopus plicatus, synoniem van Pseudostichopus peripatus